# Donji Palež
Donji Palež är en ort i Bosnien och Hercegovina.   Den ligger i entiteten Federationen Bosnien och Hercegovina, i den centrala delen av landet, 23 km väster om huvudstaden Sarajevo. Donji Palež ligger 617 meter över havet och antalet invånare är 618.
Terrängen runt Donji Palež är huvudsakligen kuperad, men åt nordväst är den platt. Runt Donji Palež är det ganska tätbefolkat, med 93 invånare per kvadratkilometer.. Närmaste större samhälle är Kiseljak, 1,4 km väster om Donji Palež. 
I omgivningarna runt Donji Palež växer i huvudsak lövfällande lövskog.